# Terry McGurrin
Terry McGurrin (Otawa, Ontario; 5 de noviembre de 1968) es un actor, comediante y escritor canadiense, más conocido por hacer la voz de Jonesy García en la serie de televisión  Locos dieciséis.
También ha hecho voces en otras series de televisión, como Medabots y Bolts and Blip. McGurrin recientemente concluyó que el editor de argumento para la nueva serie animada de Cartoon Network/YTV Ardilla Miedosa (que se basa en la serie de libros del mismo nombre). Además, hace la voz del personaje principal de la serie: Ardilla Miedosa y la voz de Dilweed en Numb Chucks. Ha sido la más reciente edición de la historia "Drama Total Todos Estrellas", "Drama Total: Isla Pahkitew" y la nueva serie de Fresh TV llamada The Ridonculous Race.
También ha realizado numerosas giras como comediante y ha entretenido a las fuerzas canadienses estacionadas en el extranjero 8 veces al día. Ha grabado 3 especiales de comedia que fueron ofrecidos en la CTV, ha recibido 5 nominaciones Géminis/canadienses pantalla de premios, 4 nominaciones a los Premios de la Comedia, canadienses y 1 nominación a los Premios de guiones WGC. En 2014 ganó un Premio ACTRA por su trabajo de la voz como Ardilla Miedosa.